# Meistaradeildin (1947)
Meistaradeildin 1947 – 5. sezon pierwszej ligi piłki nożnej archipelagu Wysp Owczych. Zwycięzcą został SÍ Sørvágur, pokonując mistrza z poprzedniego roku - B36 Tórshavn. Były to pierwsze rozgrywki prowadzone w systemie ligowym. Zagrało w nich siedem klubów, względem poprzedniego sezonu zabrakło TB Tvøroyri.

## Uczestnicy
| Uczestnicy Meistaradeildin 1946                                                                               | Uczestnicy Meistaradeildin 1946 | Uczestnicy Meistaradeildin 1946 | Uczestnicy Meistaradeildin 1946 |
| --- | ------------------------------- | ------------------------------- | ------------------------------- |
| B36 | B36 Tórshavn                    |                                 |                                 |
| HB | HB Tórshavn                     |                                 |                                 |
| KÍ | KÍ Klaksvík                     |                                 |                                 |
| MB | MB Miðvágur                     |                                 |                                 |
| SÍ | SÍ Sørvágur                     |                                 |                                 |
| SÍF | SÍF Sandavágur                  |                                 |                                 |
| VB | VB Vágur                        |                                 |                                 |
| Oznaczenia: - kolumna pierwsza – skróty nazw drużyn, - kolumna trzecia – miejsce zajęte w poprzednim sezonie. |                                 |                                 |                                 |

## Rozgrywki

### Tabela
| Lp. | Drużyna         | M | Z | R | P | Bramki | Bramki | Różn. | Pkt | Uwagi |
| --- | --------------- | - | - | - | - | ------ | ------ | ----- | --- | ----- |
| 1   | SÍ Sørvágur (M) | 6 | 4 | 1 | 1 | 9      | 6      | +3    | 9   |       |
| 2   | KÍ Klaksvík     | 6 | 4 | 0 | 2 | 8      | 7      | +1    | 8   |       |
| 3   | HB Tórshavn     | 6 | 4 | 0 | 2 | 7      | 6      | +1    | 8   |       |
| 4   | B36 Tórshavn    | 6 | 3 | 2 | 1 | 4      | 6      | −2    | 8   |       |
| 5   | VB Vágur        | 6 | 2 | 1 | 3 | 3      | 1      | +2    | 5   |       |
| 6   | SÍF Sandavágur  | 6 | 2 | 0 | 4 | 9      | 8      | +1    | 4   |       |
| 7   | MB Miðvágur     | 6 | 0 | 0 | 6 | 2      | 8      | −6    | 0   |       |

### Wyniki spotkań
| Gospodarz \ Gość | B36  | HB  | KÍ   | MB   | SÍ   | SÍF   | VB   |
| B36 Tórshavn     |      | 0:4 | 3:1  |      |      | 0:01  |      |
| HB Tórshavn      |      |     |      | 0:02 |      | 0:03  | 0:04 |
| KÍ Klaksvík      |      | 3:2 |      | 0:05 | 2:0  |       |      |
| MB Miðvágur      | 0:06 |     |      |      | 0:07 |       | 0:3  |
| SÍ Sørvágur      | 1:1  | 3:1 |      |      |      |       | 0:08 |
| SÍF Sandavágur   |      |     | 0:09 | 5:2  | 2:5  |       |      |
| VB Vágur         | 0:0  |     | 0:1  |      |      | 2:510 |      |

Aktualne na 15 marca 2015. Źródło: FaroeSoccer.com
Objaśnienia:
1Drużyna gospodarzy jest wymieniona po lewej stronie tabeli.
Kolory: zielony – zwycięstwo gospodarzy, żółty – remis, różowy – zwycięstwo gości.
Objaśnienia:
1. B36 Tórshavn zwyciężył walkowerem. Ponieważ SÍF Sandavágur nie wystawił na mecz pełnego składu, B36 przyznano zwycięstwo, jednak bez przyznania bramek[1].
2. HB Tórshavn zwyciężył walkowerem. Ponieważ MB Miðvágur nie wystawił na mecz pełnego składu, HB przyznano zwycięstwo, jednak bez przyznania bramek[1].
3. HB Tórshavn zwyciężył walkowerem. Ponieważ SÍF Sandavágur nie wystawił na mecz pełnego składu, HB przyznano zwycięstwo, jednak bez przyznania bramek[1].
4. HB Tórshavn zwyciężył walkowerem. Ponieważ VB Vágur nie wystawił na mecz pełnego składu, HB przyznano zwycięstwo, jednak bez przyznania bramek[1].
5. KÍ Klaksvík zwyciężył walkowerem. Ponieważ MB Miðvágur nie wystawił na mecz pełnego składu, KÍ przyznano zwycięstwo, jednak bez przyznania bramek[1].
6. B36 Tórshavn zwyciężył walkowerem. Ponieważ MB Miðvágur nie wystawił na mecz pełnego składu, B36 przyznano zwycięstwo, jednak bez przyznania bramek[1].
7. SÍ Sørvágur zwyciężył walkowerem. Ponieważ MB Miðvágur nie wystawił na mecz pełnego składu, SÍ przyznano zwycięstwo, jednak bez przyznania bramek[1].
8. SÍ Sørvágur zwyciężył walkowerem. Ponieważ VB Vágur nie wystawił na mecz pełnego składu, SÍ przyznano zwycięstwo, jednak bez przyznania bramek[1].
9. KÍ Klaksvík zwyciężył walkowerem. Ponieważ SÍF Sandavágur nie wystawił na mecz pełnego składu, KÍ przyznano zwycięstwo, jednak bez przyznania bramek[1].
10. VB Vágur zwyciężył walkowerem. Ponieważ SÍF Sandavágur nie wystawił na mecz pełnego składu, VB przyznano zwycięstwo, jednak bez przyznania bramek[1].